# جاك نيومان (منافس ألعاب قوى)
جاك نيومان (بالإنجليزية: Jack Newman)، هو منافس ألعاب قوى أسترالي، (و. 1903 – 1976 م). شارك جاك في الألعاب الصيفية الأولمبية المستضافة في باريس، فرنسا عام ١٩٢٤م.

## وصلات خارجية
- جاك نيومان على موقع أوليمبيديا (الإنجليزية)